# BBC 라디오 2
BBC 라디오 2(BBC Radio 2)는 BBC의 라디오 방송 중 하나로, 중장년층 대중 가요 및 토크 프로그램을 주로 방송한다.

## 역사
BBC 라디오 2의 전신은 제2차 세계 대전 시기였던 1940년 1월 7일에 개국된 "BBC Forces Programme"이다. 당시 세계 대전이 발발하면서 기존의 "BBC National Programme", "BBC Regional Programme"가 "BBC Home Service"(현 BBC 라디오 4)로 통폐합되고 인기 프로그램들이 잇따라 중단되고 뉴스, 정보, 교양 프로그램 위주로 방송되어서 이에 따른 불만이 많자 당시 프랑스에 주둔했던 영국군을 위한 방송국으로 개국되었다. 개국 초부터 대중 가요 및 예능 프로그램으로 편성하면서 민간 영국인들에게도 널리 인기를 끌게 되었다. 1940년 6월에 독일군에게 패배한 영국이 본국으로 철수한 이후에도 계속해서 방송되었다. 이후 1944년 2월 27일에는 "BBC General Forces Progamme"으로 개편되었다.
종전 이후인 1945년 7월 29일에 "Forces Programme"을 대체할 방송국으로 "BBC Light Programme"이 개국했으며, 1950년대 중반에는 FM 방송국을 개국, 1967년 9월 30일 새벽 5시 30분에 BBC 라디오 채널 개편에 맞추어 "BBC Light Programme"을 대체할 방송국으로 현재의 "BBC Radio 2"가 개국되었다. 1979년에는 영국에서 TV와 라디오를 통틀어서 최초로 24시간 종일방송을 시작하였다.
1990년 8월 27일부터 기존의 AM 주파수를 BBC Radio 5(현 BBC 라디오 5 라이브)라는 이름으로 독립시키고 FM 전용 방송이 되었다.

## 로고

2007년부터 2022년까지 사용한 로고.
2022년부터 현재 사용하고 있는 로고.

## 방송 송출
- FM 라디오 : 88㎒ ~ 91㎒
- 디지털 오디오 방송 : 12B
- 프리뷰 : 702
- 프리샛 : 702
- 스카이 UK : 0102
- 버진 미디어 : 902
- UPC 아일랜드 : 908

## 같이 보기
- KBS 해피FM